# Bremen (Ohio)
Bremen ist ein Village im Fairfield County im US-Bundesstaat Ohio. Es liegt ca. 60 km östlich von Columbus.
Laut Angaben der US-amerikanischen Volkszählungsbehörde United States Census Bureau hatte Bremen im Jahre 2000 1.265 Einwohner. Die Gemeindefläche betrug 2,1 km², alles Landfläche. Die Bevölkerungsdichte beträgt also 600 Einw./km².

## Geschichte
Bremen wurde 1834 von George Berry gegründet, der die Stadt nach Bremen, der Heimatstadt seines Schwiegervaters, benannte. Bevor um 1850 eine Eisenbahnstrecke gebaut wurde, war es hauptsächlich eine ländliche Siedlung. Das änderte sich als 1907 Öl entdeckt wurde, durch das Bremen schnell wuchs und wohlhabend wurde. Der Ölboom hielt bis in die 20er Jahre an, danach wurden die neu gegründeten Firmen und Landwirtschaft wieder wichtigster Erwerbszweig.

## Demographische Daten
Nach der Volkszählung im Jahr 2000 lebten hier 1.265 Menschen in 483 Haushalten und 360 Familien. Die Bevölkerungsdichte betrug 600 Einwohner pro Quadratkilometer. Ethnisch betrachtet setzte sich die Bevölkerung zusammen aus 99,45 Prozent Weißen und 0,55 Prozent stammten von zwei oder mehr Rassen ab. 0,32 Prozent der Bevölkerung waren spanischer oder lateinamerikanischer Abstammung.
Von den 483 Haushalten hatten 39,8 Prozent Kinder und Jugendliche unter 18 Jahren, die bei ihnen lebten. 58,0 Prozent waren verheiratete, zusammenlebende Paare, 10,8 Prozent waren allein erziehende Mütter und 25,3 Prozent waren keine Familien. 23,2 Prozent waren Singlehaushalte und in 13,5 Prozent lebten Menschen im Alter von 65 Jahren oder darüber. Die Durchschnittshaushaltsgröße betrug 2,62 und die durchschnittliche Familiengröße betrug 3,06 Personen.
29,6 Prozent der Bevölkerung waren unter 18 Jahre alt, 7,8 Prozent zwischen 18 und 24, 29,3 Prozent zwischen 25 und 44, 20,1 Prozent zwischen 45 und 64 und 13,1 Prozent waren 65 Jahre oder älter. Das Durchschnittsalter betrug 35 Jahre. Auf 100 weibliche Personen kamen statistisch 88,5 männliche Personen und auf 100 Frauen im Alter von 18 Jahren oder darüber kamen 89,8 Männer.
Das jährliche Durchschnittseinkommen eines Haushalts betrug 38.036 USD, das Durchschnittseinkommen der Familien 44.844 USD. Männer hatten ein Durchschnittseinkommen von 33.472 USD, Frauen 22.202 USD. Das Prokopfeinkommen betrug 16.408 USD. 6,9 Prozent der Bevölkerung, davon 10,7 Prozent unter 18 Jahren und 4,6 Prozent über 65 Jahren, lebten unterhalb der Armutsgrenze.

## Persönlichkeiten
- Jim Melchert (1930–2023), Maler, Grafiker und Bildhauer